# Aroldo
Aroldo es una ópera en cuatro actos con música de Giuseppe Verdi y libreto en italiano de Francesco Maria Piave, basado en y adaptado a partir de su anterior colaboración del año 1850, Stiffelio. Se estrenó en el Teatro Nuovo Comunale de Rímini el 16 de agosto de 1857, bajo la dirección de Angelo Mariani.

## Historia
Stiffelio fue siempre una ópera que gustaba mucho a Verdi por su argumento y su música. Sin embargo, había provocado a la censura debido al tema "inmoral y crudo" de un ministro protestante engañado por su mujer y también debido a que los personajes alemanes no gustaban al público italiano, aunque, como señala Budden, la ópera "disfrutó de una circulación limitada (en Italia), pero con el título cambiado a Guglielmo Wellingrode, el principal protagonista ahora un ministro de estado alemán". Verdi había rechazado una petición, en el año 1852, de escribir un nuevo último acto para la versión Wellingrode, pero, para la primavera de 1856, en colaboración con su libretista original, Piave, decidió reescribir la historia y hacer una serie de pequeños cambios musicales y adiciones.
Se inspiró en dos obras. De The Betrothed publicado en 1825 por Walter Scott coge algunos "detalles", y Harold, the last of the Saxon Kings, de 1848 y cuyo autor es Edward George Bulwer-Lytton, de la que toma la ubicación de la ópera en la Gran Bretaña de la Edad Media y para los nombres de sus personajes, siendo el principal Aroldo, un cruzado que acaba de regresar al país en la Edad Media, algo menos comprometedor para la religión que el pastor protestante original. Los nombres de los personajes se cambiaron. Lina se convierte en Mina; Stiffelio, como ya se ha dicho, es ahora Aroldo; Stankar se transforma en Egberto; Jorg, el papel para bajo, emerge como Briano. 
La reescritura se retrasó hasta después de marzo de 1857 por la preparación de Le trouvère para París, la versión francesa de Il trovatore, y su trabajo con Piave en Simon Boccanegra. Sin embargo, como reanudó el trabajo sobre Aroldo, el estreno se planeó para agosto. 
Se hicieron considerables cambios al Stiffelio de tres actos, siendo el principal de ellos el añadido de un cuarto acto con nuevo material descrito por el director Mariani a Ricordi como "un asunto estupendo; encontrarán en él una tormenta, un coro pastoral y un Angelus Dei tratado como un canon y bellamente cincelado". La tormenta del Acto IV es un bello momento descriptivo. Otro momento de cambio afectó a la obertura, con un andante confiado a las trompas que reaparecerá en la cavatina del tenor. Además, Verdi rehízo casi al completo el Acto I. Sustituyó la cabaleta de Mina del Acto II (Perder dunque voi volete) por la deslumbrante Ah dal sen di quella tromba, más eficaz, más penetrante y más de acuerdo con su personalidad, donde la cantante ha de pasar de la zona central y grave de su voz a la aguda, en un salto interválico considerable. Los actos II y III, en general, simplemente fueron retocados. 
Cuando terminó Aroldo, Verdi eligió Bolonia como sitio para el estreno, pero Ricordi, su amigo y editor, le sugirió Rímini. Fue presentada en Bolonia más adelante, seguido de representaciones en Turín y Nápoles. Su éxito fue variable, especialmente en Milán en 1859, donde "fue un fiasco. Fue el público, no la censura, quien la encontró inaceptable".

Aroldo es una de las óperas de Verdi que más raramente se representan, "especialmente después del redescubrimiento en 1968 de su obra antecedente Stiffelio ". Una gran reposición se dio en el Festival de Wexford en 1959 y no se representó en los Estados Unidos hasta el 4 de mayo de 1963 en la Academia de Música de Nueva York. En febrero de 1964 tuvo su primera representación en Londres. La ópera se presentó en una versión de concierto por la Orquesta de la Ópera de Nueva York en abril de 1979, con Montserrat Caballé y Juan Pons, de la que se hizo la primera grabación. 
Esta ópera rara vez se representa en la actualidad; en las estadísticas de Operabase Archivado el 14 de mayo de 2017 en Wayback Machine. aparece con sólo 1 representación en el período 2005-2010, la realizada en Bilbao (España en marzo/abril de 2009 por la Asociación de Amantes de la Ópera de Bilbao (ABAO), como parte de su presentación de toda la obra de Verdi.

## Personajes
| Personaje                                                | Tesitura     | Reparto del estreno, 16 de agosto de 1857 (Director: Angelo Mariani) |
| -------------------------------------------------------- | ------------ | -------------------------------------------------------------------- |
| Aroldo, un caballero sajón                               | tenor        | Emilio Pancani                                                       |
| Mina, su esposa                                          | soprano      | Marcella Lotti della Santa                                           |
| Egberto, padre de Mina                                   | barítono     | Gaetano Ferri                                                        |
| Godvino, un aventurero, invitado de Egberto              | tenor        | Salvatore Poggiali                                                   |
| Briano, un piadoso ermitaño                              | bajo         | G. B. Cornago                                                        |
| Enrico, primo de Mina                                    | tenor        | Napoleone Senigaglia                                                 |
| Elena, prima de Mina                                     | mezzosoprano | Adelaide Panizza                                                     |
| Cruzados, criados, los caballeros y sus damas, cazadores |              |                                                                      |

## Argumento
Época: alrededor del año 1200.
Lugar: en el castillo de Egberto en Kent, Inglaterra (Actos I-III) y en las riberas del lago Lomond en Escocia (Acto IV).
Todo el interés dramático se basa en un adulterio: Mina, la esposa de un cruzado llamado Aroldo que ha estado batallando en Palestina, le ha sido infiel con otro hombre; sus remordimientos se hacen evidentes hasta el punto de querer confesárselo a su esposo; lo impide una imposición de su padre quien para vengarse, mata al amante; Aroldo entonces se va de ermitaño buscando la paz; un día en el lugar donde habita, se produce una tormenta y en medio de su fragor aparece una barca; son Mina y su padre; los esposos se reconocen; aunque el primer sentimiento es de rechazo, finalmente, recordando el episodio de la Magdalena, Aroldo perdona y ambos se abrazan.